# Mistrovství světa v letech na lyžích 2002
Mistrovství světa v skocích na lyžích se v roce 2002 konalo 9. března v českém Harrachově na tamním mamutím můstku Čerťáku. Druhý soutěžní den, který se měl konat o den později, byl zrušen.

## Výsledky
| *                | Sportovec             | Skok | Body | Celkem |
| ---------------- | --------------------- | ---- | ---- | ------ |
| Zlatá medaile    | Sven Hannawald        |      |      | 396,3  |
| Stříbrná medaile | Martin Schmitt        |      |      | 368,3  |
| Bronzová medaile | Matti Hautämäki       |      |      | 363,4  |
| 4                | Velli-Matti Lindström |      |      | 362,6  |
| 5                | Simon Ammann          |      |      | 360    |
| 6                | Roberto Cecon         |      |      | 346,6  |
| 7                | Andreas Widhölzl      |      |      | 329,4  |
| 8                | Christof Duffner      |      |      | 321,6  |
| 9                | Martin Höllwarth      |      |      | 319,2  |
| 10               | Risto Jussilainen     |      |      | 315,6  |
| 11               | Robert Kranjec        |      |      | 312,3  |
| 12               | Primož Peterka        |      |      | 310,5  |
| 13               | Michael Uhrmann       |      |      | 309,4  |
| 14               | Tommy Ingebrigtsen    |      |      | 307,4  |
| 15               | Anders Bardal         |      |      | 307,3  |
| *                | /                     | /    | /    | /      |
| 22               | Jaroslav Sakala       |      |      | 271,4  |
| 26               | Jan Mazoch            |      |      | 262,4  |
| 27               | Jakub Jiroutek        |      |      | 260,4  |
| 48               | Jakub Janda           |      |      | 55,6   |